# Штефан чел Маре (парк)
Общественный парк Штефана чел Маре (рум. Grădina Publică „Ştefan cel Mare”, иногда называют Парк Пушкина) — старейший парк Молдавии. Был сооружен в 1818 году по инициативе жены губернатора А. Н. Бахметева. Имя поэта А. С. Пушкина очень сильно связано с данным парком. Пушкин часто любил отдыхать в парке. Этот парк является памятников садово-паркового искусства и считается самым ухоженным парком Кишинёва. Он был несколько раз реконструирован. В данный момент парк охраняется государством.

## История
Парк был заложен в 1818 году. Изначально для «недопущения в городской сад коров, коз и другой живности» он был ограждён плетнём. После этого парк стал активно развиваться. Согласно документам той поры

В 1827 году здесь «…посажено 4 тыс. лесных саженцев», в 1829-м «…отремонтированы беседки», в 1834-м «…установлены 56 парковых скамеек, а также почищен садовый колодец», а в 1835-м «…сад был украшен цветниками, теплицей, китайской беседкой, качелями, каруселями».
Этому парку уделялось очень повышенное внимание. В 1884 году здесь была установлена театральная сцена. Затем там появились павильоны для продажи напитков и сладостей. В том же году был установлен памятник Пушкину. Он был сооружен архитектором Опекушиным. Деньги на памятник собрали жители Кишинёва (по официальным данным 1000 рублей золотом). Этот памятник является старейшим в парке.
В 1923 году был разработан проект памятника Штефану чел Маре. В 1928 памятник был установлен архитектором Александром Плэмэдялэ.
В 1944 памятник был снят и спрятан в Румынии. После войны он был найден членами Комиссии союзников и возвращён в Кишинев.
В 1958 была открыта Аллея классиков. Первоначально в ней было 12 бюстов, но после распада СССР их стало 13. В этом парке были скульптуры деятелей Молдавской культуры, а также бюсты румынских поэтов и писателей.
В 1964 году была открыта Аллея дружбы. На этой Аллее в разное время были посажены деревья героями Великой Отечественной войны и космонавтами (в том числе и клён, посаженный Юрием Гагариным). Она была снесена после распада СССР.
В 1975 была открыта стела, посвященная первой политической демонстрации 1901 года. Сейчас от этой стелы остался постамент.
В конце 1970-х было открыто два фонтана: фонтан-цветок и фонтан с титановыми «летающими» рыбами.

## Достопримечательности парка
У парка 7 входов. По данным «Кишинёв, Энциклопедия» за 1984 г. в Парке Пушкина «растут около 50 видов древесных пород, кустарников, лиан, в том числе редкие: слива Писсарда, бундук канадский, китайская глициния и другие». К нашему времени сохранилось даже несколько деревьев в возрасте более 160 лет.

### Памятник Пушкину
Это один из первых памятников Пушкину.
Идея о создании памятника возникла ещё в 60-е годы 19 века. В 1880 году профессора Кишиневской гимназии хотели установить памятник в актовом зале гимназии, но им не хватило денег. Тогда и начался сбор средств (1000 рублей золотом). Вначале было решено сделать точную копию московского памятника поэту, работа была поручена тому же скульптору, что ставил памятник Пушкину в Москве — Александру Михайловичу Опекушину. Однако этих денег не хватило, чтобы сделать памятник, поэтому Опекушин решил сделать бюст. В 1881 памятник доставили в Кишинёв. Он был установлен в 1884 году. Спереди памятника было написано: «Пушкину, 26 мая 1884 года», а сзади строки из стихотворения «К Овидию» «Здесь лирой северной пустыни оглашая, скитался я…». Памятник был торжественно открыт 26 мая 1885 года.
Во времена Царской России он был установлен на одной из боковых улиц парка. Но в 1954 году он был перенесен в центр парка.
В первые годы независимости Молдавии ходили дискуссии по поводу сноса памятника Пушкину, а на его месте поставить памятник Михаю Еминеску, но эта идея не нашла поддержки, хотя памятник Еминеску был установлен на Аллее классиков.

### Памятник Стефану III Великому (Штефану чел Маре)

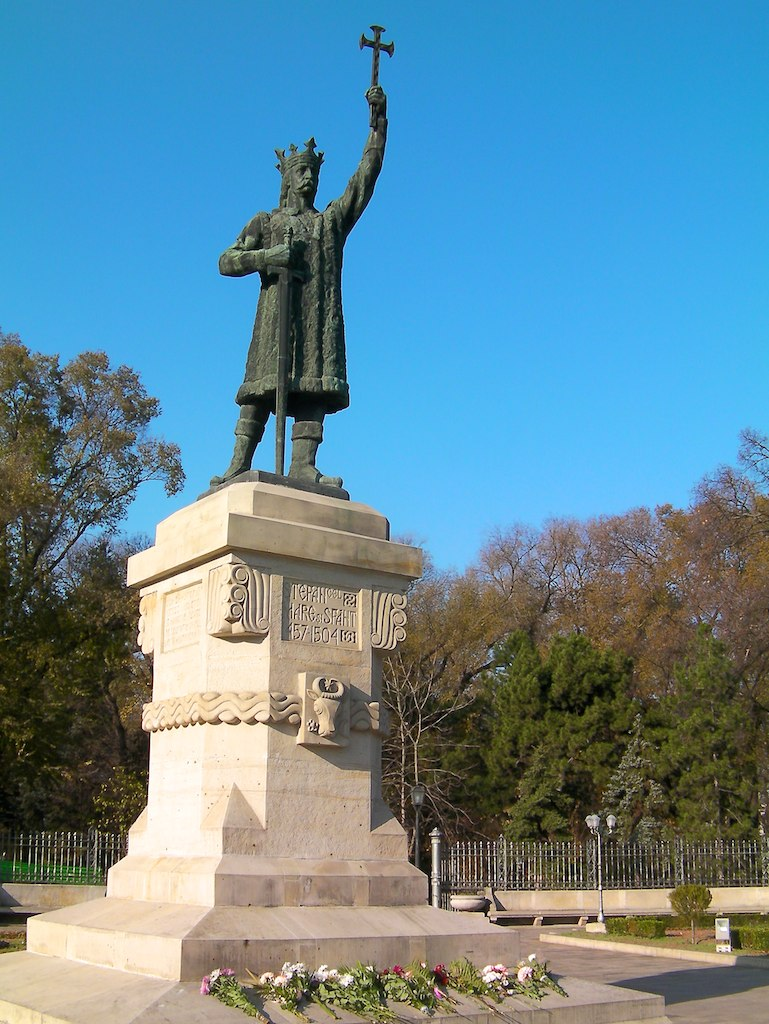
Памятник Стефану III Великому (Штефану чел Маре)

Проект памятника был разработан в 1923 году. Для создания проекта архитектор объездил множество монастырей, пока не нашёл в Хуморском монастыре миниатюру 1475 года. Это изображение и было взято за основу, а идеей памятника послужила икона «Борис и Глеб».
В 1925 году памятник был отлит в бронзе. Для этого переплавили пушки времён русско-турецкой войны 1877—1878 гг. 27 декабря 1925 года памятник уже был готов (без площади вокруг и надписи).
В 1926—1927 гг строилась площадь вокруг памятника. 28 апреля 1928 года памятник был открыт. Строительство памятника обошлось казне примерно 4 000 000 румынских леев.
Инженер Георгий Левицкий так описывал ход работ и их стоимость:

«Строительство памятника Штефану Великому в Кишинёве началось в апреле 1925 года.
Интенсивная работа продолжалась до сентября 1925 года, то есть 5 месяцев, в течение которых было добыто 80 % необходимого камня. Большие блоки с трудом доставлялись до вокзала в Флорештах, и в декабре 1925 года они уже были в Кишинёве, где их обработали и уложили в том же месяце. Таким образом, работы начались в апреле 1925 года и всё было закончено (за исключением статуи, орнаментов и надписей) 27 декабря 1925.
Потом, в 1926 и 1927 годах проводились работы по организации площади вокруг будущего памятника. Работа шла очень медленно.
Процесс продолжился 16 декабря 1928 года и через четыре с половиной месяца всё было готово. Памятник был открыт 28 апреля 1928 года.
Всё это обошлось примерно в 4 000 000 леев, из которых:
Постамент — 1 500 000 (примерно)
Статуя (примерно) — 1 000 000 (бронза — бесплатно)
Гонорары:
Архитектор Бернардацци — 200 000
Скульптор Плэмэдялэ — 200 000
Инженер Левицкий — 247 000
Площадь (скамьи, тротуар, бордюры и прочее) — всё остальное.»— 
После присоединении Бессарабии к СССР советскими властями в 1940 году памятник был эвакуирован в румынский город Васлуй, а постамент был разобран. В 1942 году памятник был вновь возвращён в Кишинёв. Однако он был поставлен уже рядом с святыми воротами напротив Арки Победы. В 1944 году он был вновь вывезен румынскими властями в Крайову.
В конце войны памятник был обнаружен ученицей Александра Плэмэдялэ — скульптором Клавдией Кобизевой — лежащим под толщей снега. Кобзиева сообщила о находке Маршалу Советского Союза Клименту Ворошилову, который распорядился вернуть памятник в Кишинёв. При этом был утерян крест. Тогда его решили сделать из деревянных костяшек и покрасить под цвет памятника.
Рядом с памятником была высечена надпись: «Мужественный в опасностях, твердый в бедствиях, скромный в счастии, он был удивлением государей и народов, с малыми средствами творя великое»
В 1972 году памятник был перенесен на 18 метров 20 сантиметров вглубь парка.
31 августа 1989 года памятник был отреставрирован (в частности был сделан крест из бронзы) и возвращён на своё прежнее место.

### Фонтаны
Самый первый фонтан был поставлен в 1927 году по проекту Александра Плэмэдялэ. Он находился в самом центре парка, и все дорожки вели к нему. В 1960 году был установлен новый фонтан (на месте первого). Этот фонтан сохранился и по сей день и является достопримечательностью Кишинёва.
В 1970-е годы было построено два новых фонтана.
- Фонтан-цветок находится недалеко от кинотеатра Патрия. Он был спроектирован так, чтобы грамотно вписаться в положение и размеры каждого из деревьев, среди которых он располагался.
- Фонтан с титановыми летающими рыбками расположен напротив гостиницы Кодру. Он был построен на месте детской площадк.[9]

### Львы
В парке также находятся два каменных льва. Они не являются близнецами, потому что во-первых они находятся в разных позах, а во-вторых у одного из них нет хвоста. Эти львы были перенесены сюда после Великой Отечественной войны, и по некоторым данным украшали чей-то богатый дом.